# Skała Puchacza

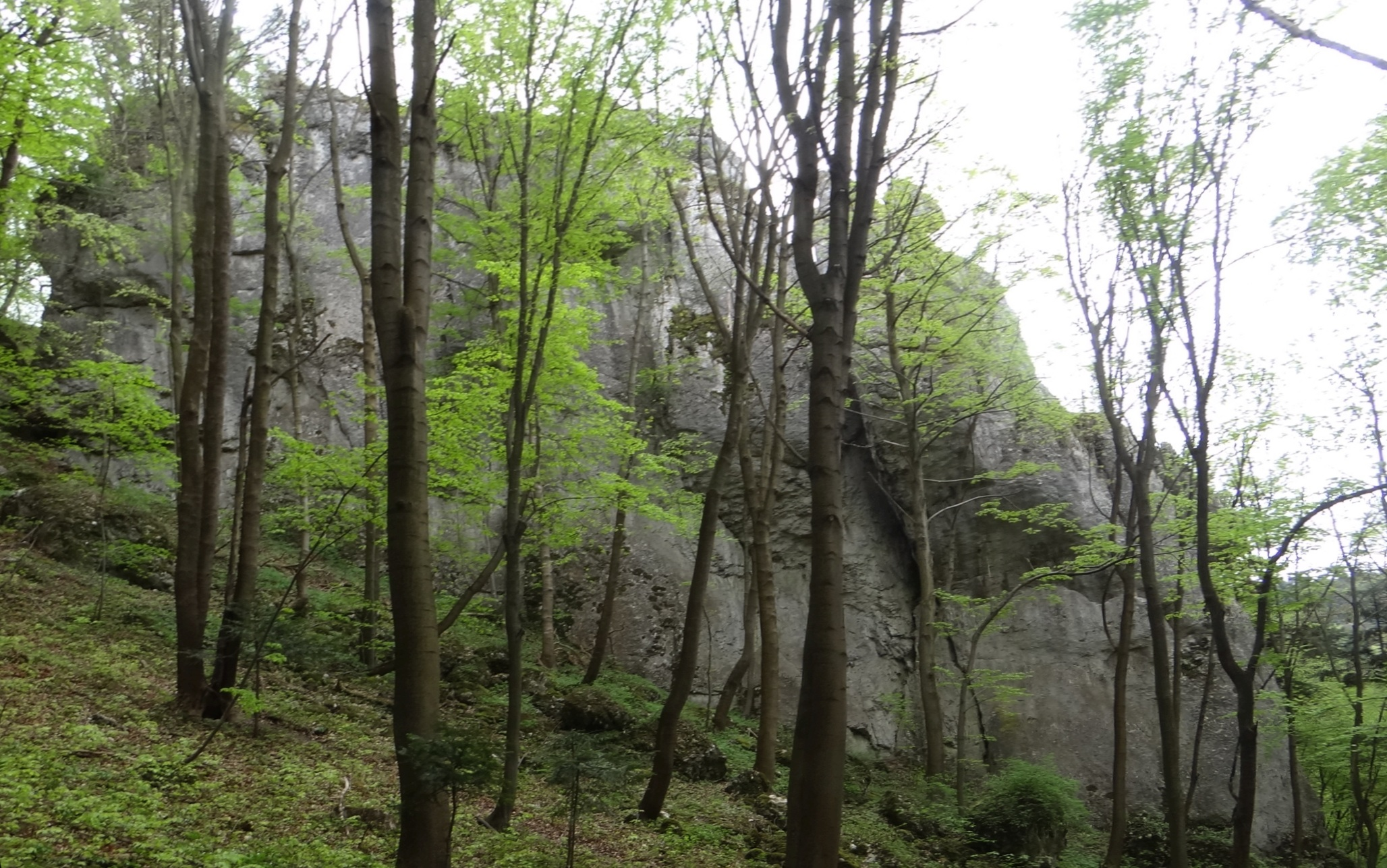
Skała Puchacza

Skała Puchacza, Skała Puchaczowa – skała w Ojcowskim Parku Narodowym. Jej nazwa pochodzi od tego, że dawniej gniazdował w niej bardzo rzadki ptak – puchacz zwyczajny. Skała znajduje się w lewych zboczach Doliny Prądnika, po orograficznie lewej stronie Wąwozu Smardzowickiego. Jest jedną z 3 skał w tym wąwozie, pozostałe to Lusikowa i Podwójna.
Zbudowana z wapieni skała Puchacza jest stroma i niedostępna. U jej podnóży znajduje się niewielkie schronisko utworzone z dwóch opartych o siebie dużych bloków skalnych. Jest to przebadane jeszcze w XIX wieku stanowisko archeologiczne zwane Jaskinią Puchacza. Znaleziono w nim kości kilku gatunków zwierząt dzikich i domowych oraz niewielką ilość narzędzi krzemiennych. Świadczą one o zamieszkiwaniu w tym schronisku ludzi z okresu kultury magdaleńskiej (od ok. 14 tys. lat p.n.e. do ok. 8 tys. lat p.n.e.). W 1886 roku stanowisko przebadano ponownie.

## Szlak turystyki pieszej
wejście obok skały Słupek, przez wąwóz Wawrzonowy Dół, wypłaszczenie Skały Krukowskiego, Jaskinię Ciemną, powyżej skały Rękawica, przez punkty widokowe na górze Koronnej i skałę Wapiennik, obok  Podwójnej i Skały Puchacza do dna Doliny Prądnika przy wylocie Wąwozu Smardzowickiego. 